# Rinus Terlouw
Rinus Terlouw (Capelle aan den IJssel, 16 giugno 1922 – Capelle aan den IJssel, 17 dicembre 2002) è stato un calciatore olandese, di ruolo difensore.

## Carriera
Con la sua Nazionale prese parte alle Olimpiadi del 1948 e del 1952.